# Dražůvky
Dražůvky är en ort i Tjeckien.   Den ligger i regionen Södra Mähren, i den sydöstra delen av landet, 220 km sydost om huvudstaden Prag. Dražůvky ligger 197 meter över havet och antalet invånare är 260.
Terrängen runt Dražůvky är platt åt sydväst, men åt nordost är den kuperad. Runt Dražůvky är det ganska tätbefolkat, med 192 invånare per kvadratkilometer. Närmaste större samhälle är Kyjov, 7,9 km öster om Dražůvky. Trakten runt Dražůvky består till största delen av jordbruksmark.